# Ferreira-a-Nova
Ferreira-a-Nova is een plaats (freguesia) in de Portugese gemeente Figueira da Foz en telt 1678 inwoners (2001).